# 鈴木朱雀
鈴木朱雀（すずき すじゃく、1891年〈明治24年〉12月7日 - 1972年〈昭和47年〉5月4日）は、日本画家、挿絵画家。本名：幸太郎。弟は童画画家の鈴木寿雄。

## 略歴
東京都出身。野田九甫に師事し、川端画学校で学ぶ。1920年第2回帝展に「吟鳥」が入選。1936年ベルリンオリンピックの芸術競技絵画種目に作品名「古典的競馬」を出品し銅メダルを獲得。
書籍や雑誌の挿絵、書籍の装幀など多くの作品を残した。歴史上の人物の人物画が多い。

## 作品
- 早稲田大学會津八一記念博物館に小泉八雲の肖像を描いた絵画が収蔵されており、同博物館収蔵資料データベースで閲覧することができる。
- 菊池寛「日本武将譚」挿絵